# جون باول (سياسي بريطاني)
جون باول (بالإنجليزية: Sir John Warburton Paul)‏ هو سياسي بريطاني، ولد في 29 مارس 1916 في وايمث في المملكة المتحدة، وتوفي في 31 مارس 2004.

## مناصب
- انتخب List of colonial governors and administrators of British Honduras [الإنجليزية]‏.
- انتخب List of governors of the Bahamas [الإنجليزية]‏.
- انتخب Governor-General of the Bahamas [الإنجليزية]‏.
- انتخب Governor of the Gambia ‏ (29 مارس 1962 – 18 فبراير 1965).
- انتخب Lieutenant Governor of the Isle of Man [الإنجليزية]‏.